# Сиургус-Донигала
Сиургус-Донигала (итал. Siurgus Donigala) — коммуна в Италии, располагается в регионе Сардиния, подчиняется административному центру Кальяри.
Население составляет 2189 человек, плотность населения составляет 28,63 чел./км². Занимает площадь 76,45 км². Почтовый индекс — 9040. Телефонный код — 070.
Покровителем коммуны почитается святой Феодор, празднование 20 августа.